# Verónica Castro
Verónica Judith Sáenz Castro (Città del Messico, 19 ottobre 1952) è un'attrice, cantante e conduttrice televisiva messicana, conosciuta soprattutto per la telenovela Anche i ricchi piangono.

## Biografia

### Origini
Veronica è sorella di José Alberto Castro, produttore di telenovelas, e dell'attrice Beatriz Castro.

### Carriera
Iniziò la sua carriera a sedici anni, con la pubblicazione di alcune foto di nudo su Caballero, una rivista per soli uomini. Dopo aver lavorato nei fotoromanzi ed essere apparsa in diversi film e produzioni televisive, la sua carriera decollò nel 1979 con Anche i ricchi piangono, telenovela nella quale interpretava una ragazza orfana. La serie in questione divenne un successo in America Latina, Spagna, Francia, Russia, Cina, nelle Filippine e anche in Italia. Due anni dopo interpretò il ruolo principale nell'adattamento a telenovela di Mariana, il diritto di nascere.
Dopo aver lavorato in Argentina agli inizi degli anni ottanta come protagonista delle telenovelas Veronica, il volto dell'amore, Illusione d'amore e Il segreto di Jolanda (Yolanda Lujan, in Italia tradotto erroneamente con la "J" al posto della "Y"), Veronica sbarcò in Italia come vedette del programma di Canale 5 Premiatissima (edizioni 1985 e 1986) e fu scelta quale protagonista della prima telenovela italiana, Felicità... dove sei, prodotta da Peruzzo per Rete A (molte scene furono girate presso Villa Arconati a Castellazzo di Bollate). Dopo un breve ritorno in Argentina nel 1986 per realizzare Amore proibito, la sua carriera ebbe un notevole rilancio internazionale nel 1987, quando interpretò in Messico il personaggio principale di Rosa selvaggia, al fianco di Guillermo Capetillo: la canzone omonima, tema della telenovela, diventò uno dei suoi maggiori successi musicali. 
Nel 1990 la Castro fu protagonista della telenovela La mia piccola solitudine, dove si trovava ad interpretare contemporaneamente sia una quarantenne, Isadora (Eleonora nella versione italiana), rimasta incinta dopo uno stupro e poi paralizzata a causa di un incidente d'auto, sia la figlia ventenne, Soledad (Elisabetta nell'adattamento italiano), frutto di quell'atto di violenza. 
Veronica Castro apparve anche in diversi film, negli anni settanta e ottanta; tra i film più rilevanti che ha interpretato, si ricordano Chiquita pero picosa, Dios se lo pague e soprattutto Angelino e il Papa.
Durante gli anni novanta, girò Valentina (1993), la sua telenovela più controversa, che divise critica e pubblico. Dopo la poco fortunata novela in costume Pueblo Chico Infierno grande (inedita per la tv italiana), Verónica Castro si dedicò principalmente alle conduzioni televisive, e da allora non ha mai smesso. In patria, dopo aver presentato alcune edizioni del Big-Brother VIP, riprese a recitare, interpretando un episodio della serie Mujeres Asesinas (che in Italia è andato in onda in versione nostrana come Donne Assassine su Fox Crime); nel 2009 tornò alle telenovelas nel ruolo di Roberta Santos in Los exitosos Perez al fianco dell'attore Rogelio Guerra, riformando così dopo ben 30 anni la coppia protagonista di Anche i ricchi piangono. Nel 2018 recitò nel telefilm La casa de las flores, in onda su Netflix.

## Vita privata
Verónica non si è mai sposata. Ha avuto due figli maschi: Cristian Castro, cantante, e Michel Castro. Il padre di Cristian è Manuel Valdés, mentre Michel è nato dalla relazione dell'attrice con Enrique Niembro. La Castro ha frequentato anche Adolfo Ángel del gruppo Los Temerarios e l'attore Omar Fierro.
Nel 1979 ha conseguito la laurea in relazioni internazionali presso la UNAM.

## Curiosità
- Verónica Castro in Felicità... dove sei non è stata doppiata in italiano. La telenovela infatti è stata girata interamente in Italia, e lei stessa ha recitato, per l'unica volta, in lingua italiana.

## Filmografia

### Cinema
- La recogida, regia di Rogelio A. González (1972)
- Cuando quiero llorar no lloro, regia di Mauricio Walerstein (1972)
- La fuerza inútil, regia di Carlos Enrique Taboada (1972)
- El arte de engañar, regia di Carlos Enrique Taboada (1972)
- El ausente, regia di Arturo Martínez (1972)
- Un sueño de amor, regia di Rubén Galindo (1972)
- Bikinis y rock, regia di Alfredo Salazar (1972)
- Mi mesera, regia di Manuel Zecena Diéguez (1973)
- Novios y amantes, regia di Sergio Véjar (1973)
- Volveré a nacer, regia di Javier Aguirre (1973)
- El primer paso... de la mujer, regia di José Estrada (1974)
- Acapulco 12-22, regia di Aldo Monti (1975)
- Guadalajara es México, regia di Fernando Durán Rojas (1975)
- Nobleza ranchera, regia di Arturo Martínez (1977)
- Nanà, regia di Rafael Baledón, José Bolaños e Irma Serrano (1979)
- Johnny Chicano, regia di Enrique Gómez Vadillo (1981)
- Navajeros, regia di Eloy de la Iglesia (1981)
- Chiquita pero picosa, regia di Julián Pastor (1986)
- Angelino e il Papa (El niño y el Papa), regia di Rodrigo Castaño (1986)
- Dios se lo pague, regia di Raúl Araiza (1990)

### Telenovelas
- No creo en los hombres (1969)
- El amor tiene cara de mujer (1971)
- El edificio de enfrente (1972)
- Ai grandi magazzini (Barata de primavera) (1975)
- Mañana será otro día (1976)
- Pasiones encendidas (1978)
- Anche i ricchi piangono (Los ricos también lloran) (1979)
- Mariana, il diritto di nascere (El derecho de nacer) (1981)
- Veronica, il volto dell'amore (Verónica: El rostro del amor) (1982)
- Illusione d'amore (Cara a cara) (1983)
- Il segreto di Jolanda (Yolanda Luján) (1984)
- Felicità... dove sei (1985)
- Amore proibito (Amor prohibido) (1986)
- Rosa selvaggia (Rosa salvaje) (1988)
- La mia piccola solitudine (Mi pequeña Soledad) (1990)
- Valentina (1993)
- Pueblo chico, infierno grande (1997)
- Codigo postal (2005)
- Los exitosos Pérez (2009)

### Telefilm
- Mujeres asesinas (2008)
- La casa de las flores (2019)

## Programmi TV
- Operación Ja Ja (1966)
- Revista musical (1971)
- Revista musical Nescafe (1972)
- Sábado '72 (1972)
- Muy agradecido (1975)
- Noche a noche (1980)
- Esta noche se improvisa (1984)
- Algo muy especial de Verónica Castro (1986)
- Aquí está (1989)
- Mala noche... ¡no! (1989)
- La movida (1991)
- ¡Y Vero América va! (1992)
- En la noche (1994)
- La tocada (1996)
- Big Brother VIP (2003-2004)
- Big Brother (2004-2005)

## Discografia
- Sensaciones (1978)
- Aprendí a Llorar (1979)
- Norteño (1980)
- Cosas de Amigos (duetti con Cristian Castro) (1981)
- El Malas Mañas (1982)
- Sábado en la Noche Tiki-Tiki (1982)
- También Romantica (1983)
- Hermano Cantaré, Cantarás (La Lambruna de Africa, duetti, disco per beneficenza) (1985)
- Esa Mujer (1986)
- Simplemente Todo (1986)
- Maxi Disco (El Remix de Macumba) (1986)
- Reina de la Noche (1987)
- Maxi Disco (versione disco di Reina de la Noche) (1988)
- Mamma Mia (1988)
- Viva La Banda (1990)
- Mi Pequeña Soledad (1990)
- Solidaridad (duetti, disco per beneficenza) (1990)
- Rap de La Movida (1992)
- Románticas Y Calculadoras (1992)
- Vamonos al Dancing (1993)
- La Mujer del Año (in teatro) (1995)
- De Colección (1996)
- La Tocada (1997)
- Ave Vagabundo (1999)
- Imágenes (2002)
- Por esa Puerta (2005)

## Doppiatrici italiane
- Silvia Pepitoni in Ai grandi magazzini, Anche i ricchi piangono (2ª voce), Mariana, il diritto di nascere, Veronica, il volto dell'amore, La mia piccola solitudine, Valentina
- Cinzia De Carolis in Illusione d'amore (1ª voce), Rosa selvaggia
- Germana Pasquero in Il segreto di Jolanda, Amore proibito
- Pinella Dragani in Anche i ricchi piangono (1ª voce)
- Fabrizia Castagnoli in Illusione d'amore (2ª voce)
- Claudia Balboni in Angelino e il Papa